# グリゴリー・ネストル
グリゴリー・ネストル（ウクライナ語: Григорій Дмитрович Нестор、フリホリー・ネストルとも、1891年3月9日? - 2007年12月14日）は、ウクライナで最も長寿だった羊飼いの男性。彼が死亡したときの年齢は116歳だった。画像外部リンク　肖像入りパスポート（ウクライナ語版）
1891年3月15日に西ウクライナに生まれ、死ぬまでリヴィウ州の街で暮らしていた。彼は結婚をしなかったことが、彼の長寿の秘訣だと主張した。また病気にもかからず薬も飲まなかったが、唯一の楽しみはウォッカを飲むことだった。また、小学校には最初の2日しか行ったことがなく、自分の名前の書き方を習っただけという。
ネストルの親類はギネス・ワールド・レコーズに世界最長寿人物であると主張し、申請した。何度も申請したが、証拠が不十分であるとして申請が認められることはなかったという。そこで1891年当時西ウクライナを支配していたオーストリア＝ハンガリー帝国時代のパスポートを見せたが、なお認定はされなかった。